# 腋球顶冰花
腋球顶冰花（学名：Gagea bulbifera）为百合科顶冰花属下的一个种。

## 扩展阅读
- 維基物種上的相關：腋球顶冰花